# Sophie Darès
Sophie Darès, née à Paris en 1949, est une actrice française.

## Filmographie
- 1965 : Les Pianos mécaniques de Juan Antonio Bardem : Nadine
- 1965 : Thomas l'imposteur de Georges Franju : Henriette
- 1965 : Les Deux Orphelines de Riccardo Freda : Henriette